# 알수크나
알수크나(Al-Sukhnah, 아랍어: ٱلسُّخْنَة as-Suẖnah[*], 알수카나 또는 알사크나 또는 알사카나로도 표기되며, 로마자 표기 "Sikne")는 홈스주의 행정 구역인 동부 시리아의 마을로, 시리아 사막의 홈스 동쪽에 위치한다. 인근 지역으로는 동쪽의 마야딘과 알아샤라, 북쪽의 알타이바와 락까, 서쪽의 살라미야, 남서쪽의 아라크와 타드무르 (팔미라)가 있다.
시리아 중앙통계국 (CBS)에 따르면, 알수크나는 2004년 인구 조사에서 16,173명의 인구를 가졌다. 알수크나는 2004년 인구 조사에서 총 21,880명의 인구를 가진 6개의 지역으로 구성된 알수크나 나히야("하위 구역")의 행정 중심지이다. 이 마을 주민들은 주로 수니파 무슬림이다. 알수크나는 20세기에 인근 마을에서 수백 명의 주민들을 끌어들였으며 현재는 천연가스 처리 센터이다.

## 어원
알수크나는 아랍어로 "따뜻한"을 의미하며, 근처의 황 온천 때문에 그렇게 이름 붙여졌다. 20세기 초까지도 마을 주민들은 온천에서 목욕을 했다.

## 역사

### 초기 이슬람 시대
634년, 할리드 이븐 알왈리드의 라시둔 군대가 아라크를 점령한 후, 알수크나는 아라크를 위해 협상된 관대한 항복 조건을 듣고 평화롭게 무슬림 군대를 맞이했다.
1225년, 아랍 지리학자 야쿠트 알아마위는 알수크나를 "시리아 사막에 있는 작은 마을로, 타드무르와 '우르드 그리고 아라크 사이에 위치한다. 샘 옆에는 야자수가 있다. 락까에서 다마스쿠스로 가는 길목에 있으며, 아라크에 도착하기 전에 이곳을 지나게 된다."라고 묘사했다. 14세기 중반, 이븐 바투타는 알수크나가 "아름다운 마을"이며, 주로 이슬람 교도들이 살고 있다고 기록했다. 그는 알수크나가 물의 뜨거움에서 이름을 얻었으며, 마을에 목욕탕이 있었다고 언급했다.

### 오스만 시대
17세기와 18세기 내내 알수크나는 인근 마을 주민들과 다양한 베두인 부족들 사이에서 시리아 사막의 중요한 무역 중심지 역할을 했다. 특히 사와키나(알수크나 사람들)는 안니자 부족 연합과의 상업에 필수적인 역할을 했다. 대부분의 베두인 집단과는 달리, 안니자는 시리아 내륙 마을과 경제적 관계를 유지하지 않았으며, 알수크나와의 무역은 독특했다. 안니자는 낙타, 말, 알칼리 재, 가죽을 거래했고, 알수크나 상인들은 밀, 의류, 무기, 도구를 판매했다. 그러나 19세기 중반에 데이르에조르의 부상으로 그 역할이 감소했으며, 많은 주민들이 그 도시와 알레포, 홈스, 하마로 이주했다.
20세기 초, 알수크나는 약 100채의 가옥과 오스만 수비대가 주둔하는 크고 요새화된 전초 기지를 가지고 있었다. 주민들은 가난했으며, 곡물 자급 농업에 종사했다.

### 시리아 독립 후
현재까지 알수크나는 주민들과 인근 부족들, 예를 들어 '우무르족과 Sba'a족 사이의 무역 중심지 역할을 계속하고 있다. 이들은 안니자의 두 하위 부족이다. 1960년 시리아 인구 조사에서 알수크나의 인구는 2,648명이었다.

#### 시리아 내전
이 마을은 시리아 내전 초기에 반군에 의해 점령되었다. 2013년 7월 25일, 시리아인권관측소는 정부군인 시리아 아랍군이 알누스라 전선을 축출한 후 이 마을을 확보했다고 보도했다.
몇 차례의 실패 끝에, 이라크 레반트 이슬람 국가는 2015년 5월 13일 이 마을을 점령했으며, 이는 타드무르 (팔미라)와 시리아 사막을 장악하려는 그들의 광범위한 공세의 일환이었다. 이 지역은 ISIS의 보급선에 핵심적인 전략적 지역이자 수많은 유전이 있는 곳이다. 알수크나 전투 중 시리아군은 70명의 사상자를 냈고, ISIS는 40명의 전투원을 잃었다. 약 1,800가구가 타드무르로 피난했다. 알수크나 점령 후 ISIS 전투원들은 26명의 민간인을 처형했으며, 그 중 10명은 참수했다.
2017년 2월의 마지막 팔미라 공세 이후, 시리아 정부군이 크게 승리한 이 전투로 인해 정부군은 팔미라-알수크나 도로를 따라 진격했다. 2017년 7월 27일까지 정부군은 마을에서 2킬로미터도 채 안 되는 전략적 고지에 도달하여 점령했다.틀:SPS 2017년 8월 6일, 정부군은 시리아 중부 공세에서 이 마을을 탈환했으며, 이로 인해 포위된 도시 데이르에조르로 가는 길이 열렸다.

## 경제
수크나 주민들은 다양한 계층적 경제적 유대를 통해 이 지역의 여러 부족과 연결되었다. 그들은 곡물 수확량에 대한 세금을 Sba'a 부족에게 지불했고, 그 대가로 Sba'a 부족은 그들의 무역을 보호했다. 그들은 또한 양떼를 '우무르족과 하디디인족에게 맡겼다. 이 모든 부족들에게 알수크나 주민들은 곡물, 옷감, 의류, 다양한 가정용품 및 식료품을 공급했고, 시리아의 대도시들에 재판매할 목축 제품을 이들로부터 구매했다. 오늘날 알수크나는 천연가스의 소규모 산업 중심지가 되었다.

## 참고 자료
- Akram, A. I. (1970). 《The Sword of Allah, Khalid Bin al-Waleed: His Life and Campaigns》. National Publishing House. 2003년 2월 17일에 원본 문서에서 보존된 문서.
- Boulanger, Robert (1966). 《The Middle East, Lebanon, Syria, Jordan, Iraq, Iran》. Hachette.
- Douwes, Dick (2000). 《The Ottomans in Syria: a history of justice and oppression》. I.B. Tauris. ISBN 1860640311.
- Gibb, H. A. R. (2003). 《The Encyclopedia of Islam》. BRILL. 157쪽. ISBN 9004106332.
- Mundy, Martha; Musallam, Basim (2000), 《Transformation of Nomadic Society in the Arab East》, Cambridge University Press, ISBN 978-0-521-77057-6.
- Smith, Eli; Robinson, Edward (1841), 《Biblical Researches in Palestine, Mount Sinai and Arabia Petraea: A Journal of Travels in the Year 1838》 3, Crocker and Brewster
- le Strange, Guy (1890), 《Palestine Under the Moslems: A Description of Syria and the Holy Land from A.D. 650 to 1500》, Committee of the Palestine Exploration Fund.